# Quốc hội Croatia
Quốc hội Croatia (Hrvatski sabor) là cơ quan lập pháp một viện của Croatia, cơ quan đại biểu của nhân dân Croatia, thực hiện quyền lập pháp. Quốc hội gồm 151 đại biểu được bầu ra theo nguyên tắc phổ thông, bình đẳng và bỏ phiếu kín, trong đó 140 đại biểu được bầu ra từ các khu vực bầu cử đa thành viên, ba đại biểu được dành cho kiều dân, người Croatia tại Bosnia và Herzegovina và tám đại biểu được dành cho các nhóm thiểu số. Chủ tịch Quốc hội chủ tọa các phiên họp của Quốc hội, được ít nhất một phó chủ tịch giúp (thông thường là bốn đến năm phó chủ tịch).

## Lịch sử

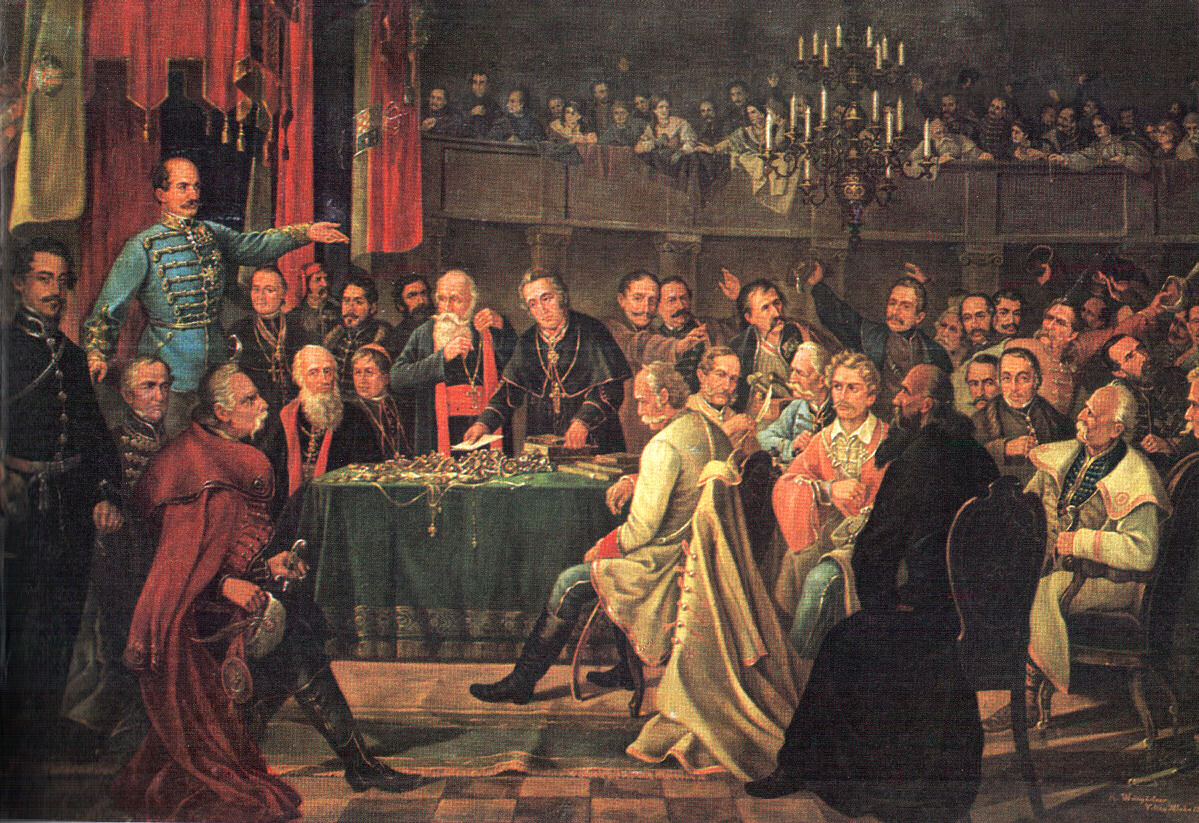
Phó vương Josip Jelačić tại lễ khai mạc Quốc hội (Sabor) đương đại đầu tiên của Croatia, ngày 5 tháng 6 năm 1848. Quốc kỳ Croatia ở hậu cảnh.

Quốc hội Croatia đã tồn tại dưới nhiều hình thức từ thế kỷ 9. Phiên họp lâu đời nhất của Quốc hội Croatia được ghi chép trong sử liệu diễn ra tại Zagreb vào ngày 19 tháng 4 năm 1273. Năm 1527, Quốc hội chọn Ferdinand I của Vương tộc Habsburg làm quốc vương mới của Croatia sau hàng thế kỷ liên hiệp với Hungary, một quyết định quan trọng trong lịch sử dựng nước của Croatia. Năm 1712, Quốc hội chọn Maria Theresia của Áo làm quốc vương mới, một quyết định quan trọng khác trong lịch sử dựng nước của Croatia từ thời Trung Cổ đến hiện đại.
Cách mạng 1848 trên khắp châu Âu nói chung và tại Đế quốc Áo nói riêng là một bước ngoặt trong chính trị xã hội Croatia, tác động đến phong trào chấn hưng dân tộc Croatia. Quốc hội Croatia bắt đầu ngấm ngầm ủng hộ cắt đứt quan hệ với Vương quốc Hungary và liên kết với những dân tộc người Slav Nam khác. Sau khi Đế quốc Áo-Hung được thành lập vào năm 1867, Croatia được Hungary trao quyền tự trị như một phần của đế quốc. Từ thập niên 1860, hai đảng ủng hộ độc lập được thành lập, là Đảng Quyền lợi và Đảng Nhân dân. Đối lập với hai đảng này là Đảng Lập hiến Quốc gia, đảng này chủ trương duy trì mối quan hệ giữa Croatia và Hungary và là đảng cầm quyền từ năm 1860 đến năm 1903. Một đảng quan trọng khác là Đảng Độc lập Serb, về sau liên minh với Đảng Quyền lợi và những đảng Croatia, Serb khác mà thành lập Liên minh Croatia-Serb. Liên minh Croatia-Serb nắm quyền tại Croatia từ năm 1903 đến năm 1918. Năm 1904, Đảng Nông dân Croatia được thành lập dưới sự lãnh đạo của Stjepan Radić, chủ trương trao quyền tự trị cho Croatia nhưng không thắng cử được vào năm 1918. Tại Vương quốc Dalmatia có hai đảng chính: Đảng Nhân dân, là chi bộ của Đảng Nhân dân hoạt động tại Vương quốc Croatia-Slavonia; và Đảng Tự trị, chủ trương duy trì quyền tự trị của Dalmatia và phản đối yêu cầu thống nhất Croatia-Slavonia với Dalmatia của Đảng Nhân dân.

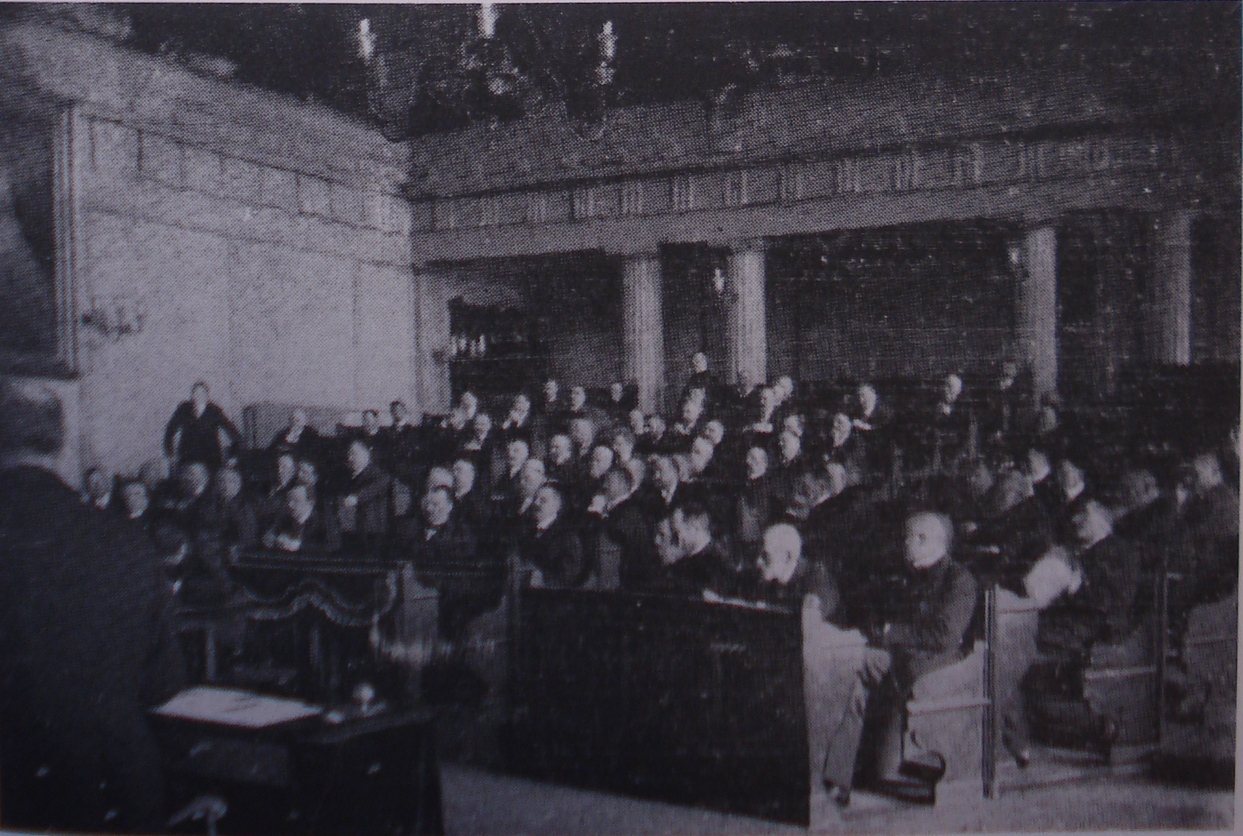
Quốc hội Croatia vào năm 1914

Đầu thế kỷ 20, Đảng Quyền lợi bắt đầu trúng cử tại Dalmatia. Đảng Tự trị thắng cử trong ba cuộc bầu cử đầu tiên, trong khi Đảng Nhân dân thắng cử trong các cuộc bầu cử từ năm 1870 đến năm 1908. Tổng cộng có 17 cuộc bầu cử được tổ chức tại Croatia-Slavonia và 10 cuộc bầu cử được tổ chức tại Dalmatia từ năm 1861 đến năm 1918.
Ngày 29 tháng 10 năm 1918, Quốc hội Croatia tuyên bố độc lập khỏi Đế quốc Áo-Hung, thành lập Nhà nước Slovene, Croat và Serb. Nhà nước Slovene, Croat và Serb gia nhập Vương quốc Nam Tư nhưng quyết định đó không được Quốc hội Croatia phê chuẩn. Hiến pháp Nam Tư năm 1921 quy định Vương quốc Nam Tư là một nhà nước đơn nhất và bãi bỏ các đơn vị hành chính cũ, chấm dứt sự tồn tại của Croatia như một thực thể chính trị. Thỏa thuận Cvetković–Maček được ký vào tháng 8 năm 1939 tái lập tỉnh Croatia với một chính quyền gồm Quốc hội và một phó vương. Tuy nhiên, thỏa thuận trở nên vô nghĩa sau khi Chiến tranh thế giới thứ hai bùng nổ. Nhà nước Độc lập Croatia được thành lập như một nhà nước bù nhìn của Đức Quốc Xã và Phát xít Ý, tất cả các đảng đối lập đều bị cấm. Quốc hội của chính quyền bù nhìn họp ba lần từ ngày 23 tháng 2 năm 1942 đến ngày 28 tháng 12 năm 1942 trước khi bị giải tán. Quốc hội không có thực quyền do chịu sự kiểm soát của Ante Pavelić.
Trong Chiến tranh thế giới thứ hai, Hội đồng chống phát xít nhà nước giải phóng dân tộc Croatia (ZAVNOH) là cơ quan đại biểu của Croatia, tiền thân của Quốc hội. ZAVNOH trở thành Quốc hội vào năm 1945. Trong cuộc bầu cử độc diễn năm 1945, Đảng Cộng sản Nam Tư trúng cử tuyệt đại đa số ghế sau khi tất cả các đảng đối lập đều tẩy chay cuộc bầu cử do bị mật thám đe dọa, cưỡng bách. Sau khi lên nắm quyền, Đảng Cộng sản Nam Tư thành lập một chế độ một đảng với Đảng Cộng sản Nam Tư (Liên minh Cộng sản Nam Tư từ năm 1952) là đảng cầm quyền, Đảng Cộng sản Croatia là chi bộ. Tháng 1 năm 1990, Liên minh Cộng sản Nam Tư bị chia rẽ nội bộ vì xung đột dân tộc, chi bộ Croatia bắt đầu đòi quyền tự trị cho Croatia.

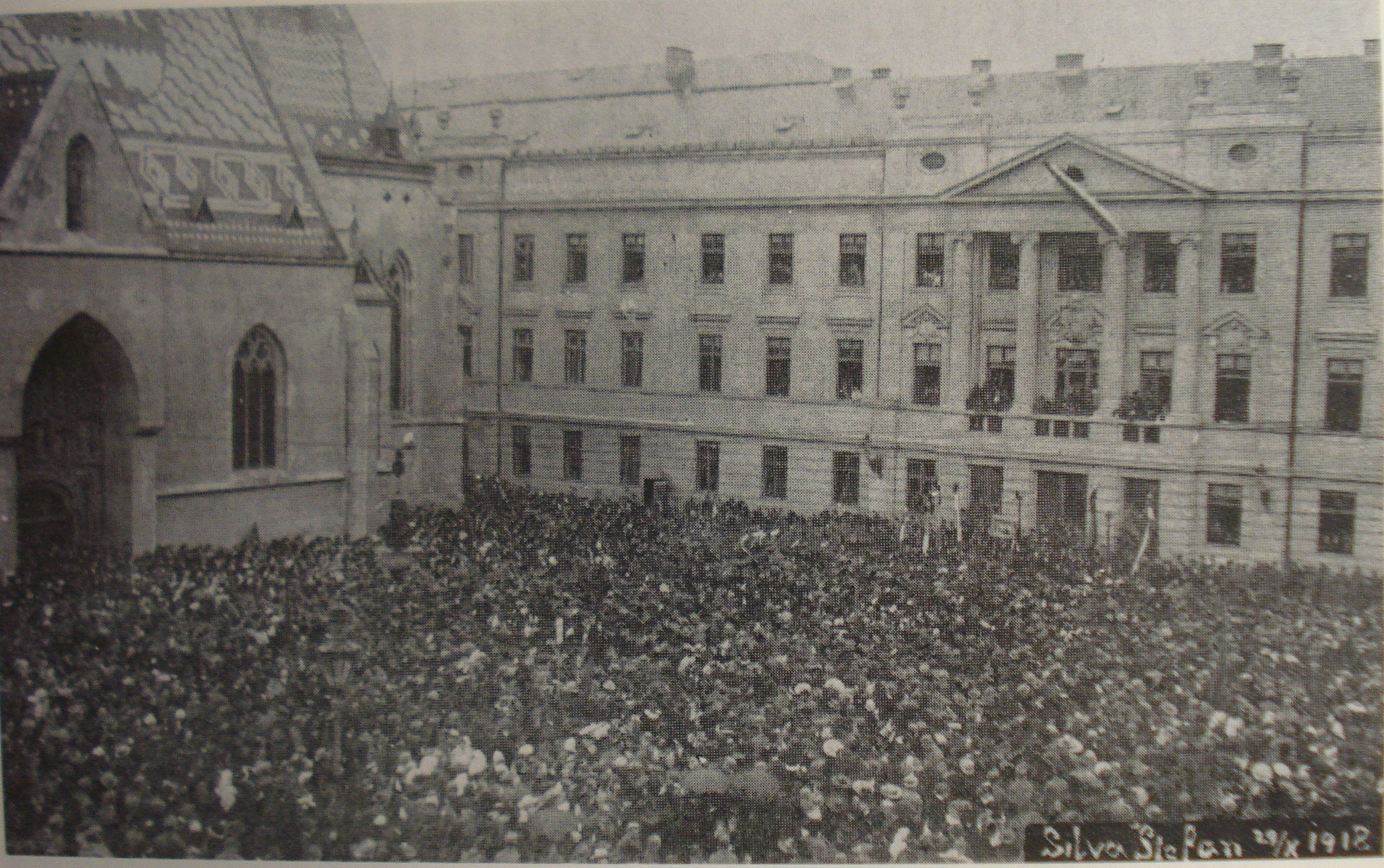
Cảnh ăn mừng trước Quốc hội Croatia việc cắt đứt quan hệ nhà nước, pháp lý giữa Croatia và Áo-Hung vào năm 1918

Trong thời kỳ Cộng hòa xã hội chủ nghĩa Croatia, Quốc hội trải qua nhiều đợt cải tổ. Năm 1953, Quốc hội trở thành một cơ quan lập pháp lưỡng viện. Quốc hội dược cải tổ thành năm viện vào năm 1963, rồi giảm xuống ba viện vào năm 1974. Năm 1971, Đoàn Chủ tịch Quốc hội được thành lập làm chủ tịch tập thể của Croatia. Từ năm 1974, Quốc hội bầu Đoàn Chủ tịch nước của Croatia.
Ngày 20 tháng 5 năm 1989, Đảng Tự do Xã hội Croatia được thành lập, là đảng phi cộng sản đầu tiên dưới chế độ cộng sản. Ngày 17 tháng 6 năm 1989, Liên minh Dân chủ Croatia được thành lập. Tháng 12 năm 1989, Ivica Račan trở thành tổng bí thư của Liên minh Cộng sản Croatia. Đảng cộng sản quyết định hủy các phiên tòa chính trị, thả tù nhân chính trị và chấp nhận một hệ thống đa đảng. Các đảng đối lập được hợp pháp hóa từ ngày 11 tháng 1 năm 1990. Trong vòng đầu tiên của cuộc bầu cử Quốc hội năm 1990, có 33 đảng tham gia tranh cử. Một nửa số lượng thành viên Quốc hội được bầu ra tại các khu vực bầu cử một thành viên, một nửa được bầu ra theo các liên danh đảng. Có ba đảng, liên minh chính tham gia cuộc bầu cử: Đảng Thay đổi Dân chủ (nguyên là Liên minh Cộng sản Croatia), Liên minh Dân chủ Croatia và Liên minh Nhất trí Nhân dân. Liên minh Dân chủ Croatia do Franjo Tuđman lãnh đạo thắng cử cuộc bầu cử, vượt qua đảng cộng sản. Liên minh Nhất trí Nhân dân tan rã thành những đảng riêng biệt. Ngày 8 tháng 10 năm 1991, Croatia trở thành một nước độc lập. Liên minh Dân chủ Croatia tiếp tục chiếm đa số trong Quốc hội cho đến khi thất cử Đảng Dân chủ Xã hội Croatia vào năm 2000. Liên minh Dân chủ Croatia tái chiếm đa số vào năm 2003, Đảng Dân chủ Xã hội Croatia trở thành đảng đối lập lớn nhất trong Quốc hội.

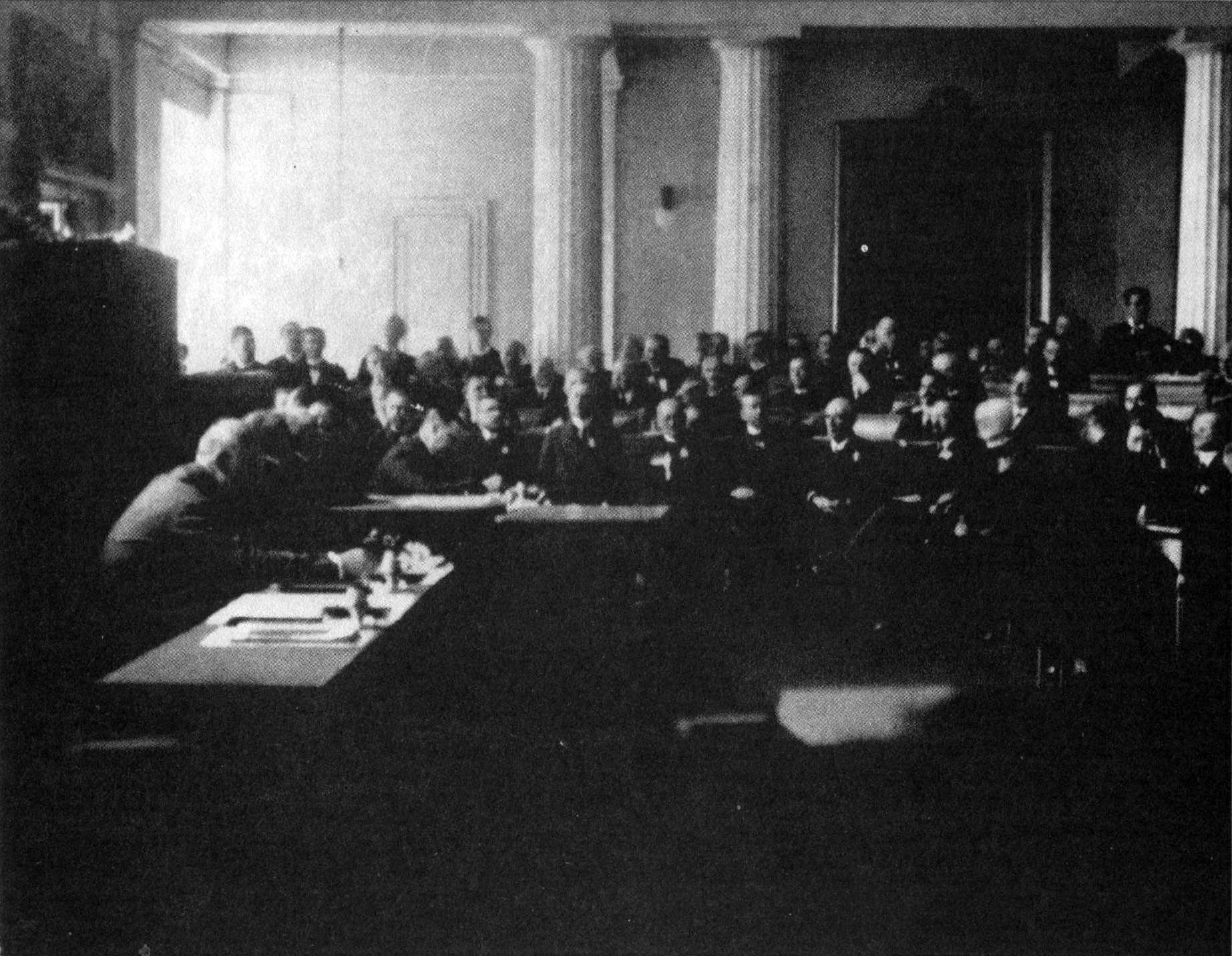
Phiên họp của Quốc hội Croatia vào ngày 29 tháng 10 năm 1918

## Nhiệm vụ và quyền hạn
Quốc hội Croatia là cơ quan đại biểu của nhân dân Croatia, thực hiện quyền lập pháp. Quốc hội họp mỗi năm hai kỳ, kỳ họp thứ nhất từ ngày 15 tháng 1 đến ngày 15 tháng 7, kỳ họp thứ hai từ ngày 15 tháng 9 đến ngày 15 tháng 12. Tổng thống, chính phủ hoặc quá nửa số đại biểu Quốc hội có quyền yêu cầu triệu tập kỳ họp bất thường Quốc hội. Quốc hội họp công khai. Quốc hội quyết định theo đa số; trường hợp vấn đề về các dân tộc thiểu số, sửa đổi hiến pháp, chế độ bầu cử và quyền hạn của cơ quan nhà nước, chính quyền địa phương phải được ít nhất hai phần ba số đại biểu Quốc hội biểu quyết tán thành. Quốc hội có thể ủy quyền ban hành sắc luật cho chính phủ, trừ những trường hợp phải được ít nhất hai phần ba số đại biểu Quốc hội biểu quyết tán thành. Lệnh ủy quyền có hiệu lực trong thời hạn một năm. Luật của Quốc hội được tổng thống công bố trong tám ngày, trừ trường hợp tổng thống trình Tòa án Hiến pháp xem xét.

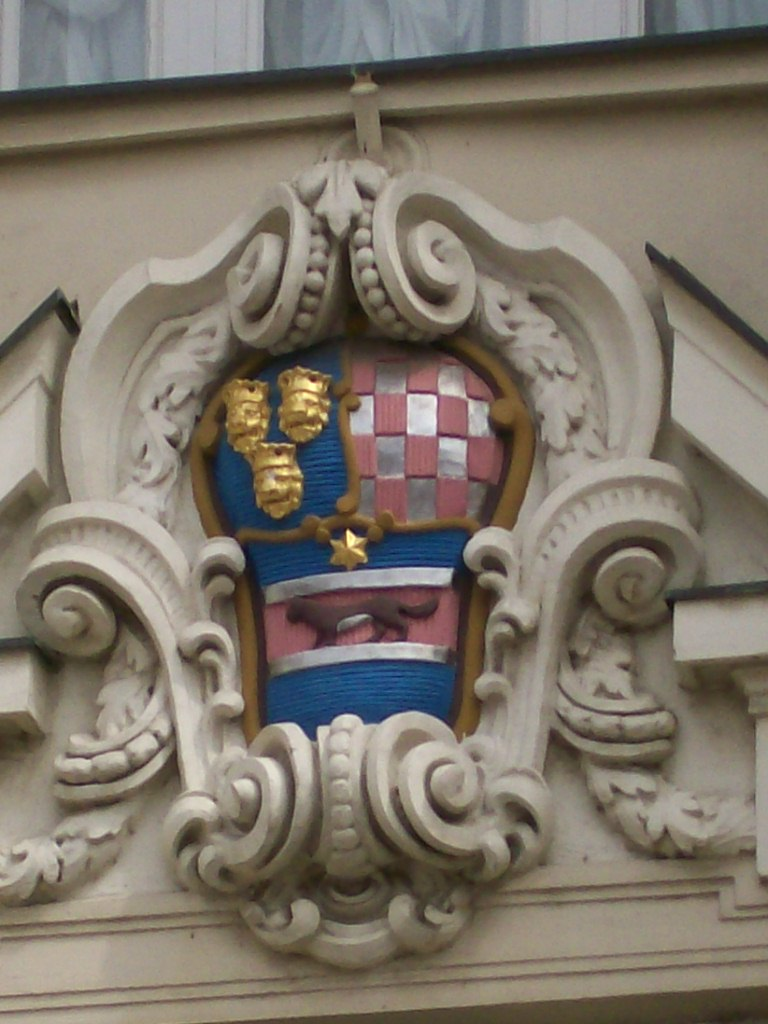
Quốc huy Vương quốc Croatia, Slavonia và Dalmatia trên tòa nhà Quốc hội Croatia

Đại biểu Quốc hội được hưởng quyền miễn trừ. Không được truy tố đại biểu Quốc hội nếu không có sự đồng ý của Quốc hội, trừ trường hợp tội danh có hình phạt tù từ năm năm. Quốc hội có thể thành lập một ủy ban đặc biệt để điều tra về một vấn đề được dư luận quan tâm.
Hiến pháp Croatia quy định nhiệm vụ và quyền hạn của Quốc hội Croatia, bao gồm quyết định các quan hệ kinh tế, pháp lý và chính trị tại Croatia; quy định bảo tồn, sử dụng tài nguyên thiên nhiên, di sản văn hóa của Croatia; quyết định liên minh với những nước khác; quyết định triển khai Quân đội Croatia; quy định hạn chế các quyền công dân, quyền tự do trong thời chiến, trường hợp nguy cơ chiến tranh hoặc thiên tai, ngoại trừ đối với quyền sống, quyền tự do tư tưởng, lương tâm và tôn giáo, lệnh cấm tra tấn hoặc trừng phạt tàn nhẫn; quyết định sửa đổi biên giới của Croatia; làm luật; sửa đổi hiến pháp; quyết định dự toán ngân sách nhà nước; quyết định tuyên chiến và chấm dứt tình trạng chiến tranh; quyết định tuyên bố chính sách; quyết định chiến lược quốc phòng; giám sát quân đội và cảnh sát; quyết định trưng cầu ý dân; tổ chức bầu cử và quyết định bổ nhiệm những chức danh theo quy định của hiến pháp và luật; giám sát hoạt động của nhà nước; quyết định ân xá; và thực hiện những nhiệm vụ khác do hiến pháp quy định.
Chính phủ chịu trách nhiệm trước Quốc hội; một số cơ quan nhà nước khác như Ngân hàng Quốc gia Croatia và Kiểm toán nhà nước báo cáo công tác trước Quốc hội. Quốc hội bổ nhiệm một viên thanh tra độc lập có nhiệm vụ bảo vệ quyền con người, quyền công dân được quy định tại hiến pháp, luật của Quốc hội và điều ước quốc tế mà Croatia là thành viên. Nhiệm kỳ của viên thanh tra là tám năm. Những cá nhân được Quốc hội ủy quyền được hưởng quyền miễn trừ giống như đại biểu Quốc hội.

## Chủ tịch Quốc hội

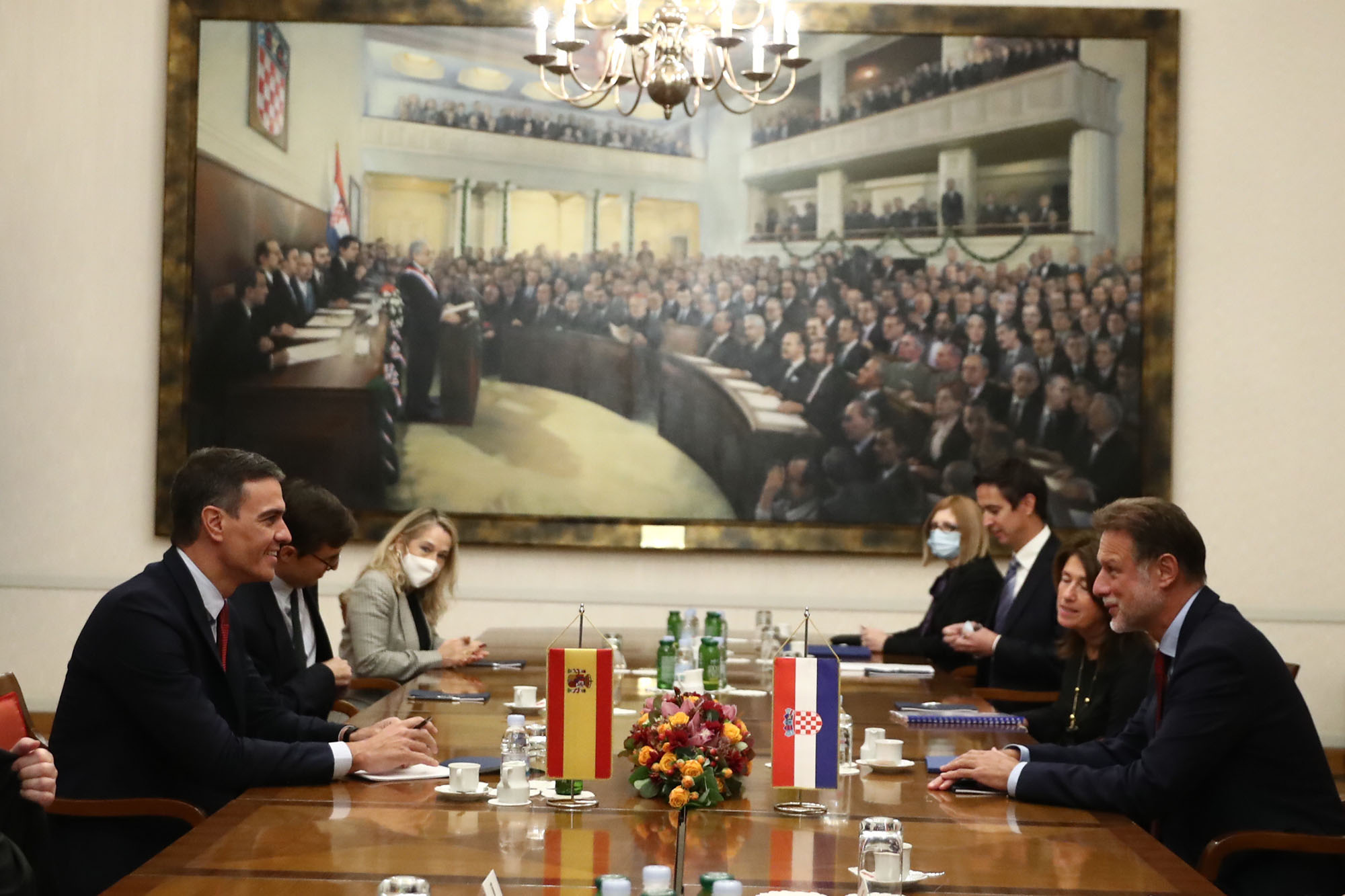
Tranh tại Cung điện Quốc hội kỷ niệm ngày 25 tháng 6 năm 1991, khi Quốc hội thông qua Quyết định hiến pháp về độc lập và chủ quyền của Cộng hòa Croatia, tuyên bố Croatia là một nhà nước độc lập, có chủ quyền.

Chủ tịch Quốc hội và các phó chủ tịch Quốc hội do Quốc hội bầu ra trong số thành viên Quốc hội theo đa số tương đối.
Từ sau cuộc bầu cử đa đảng đầu tiên sau thời kỳ Cộng hòa xã hội chủ nghĩa Croatia, đã có 12 chủ tịch Quốc hội mà năm chủ tịch Quốc hội đầu tiên kiêm chủ tịch Hạ viện bởi vì Quốc hội lưỡng viện vào thời điểm đó. Gordan Jandroković là chủ tịch Quốc hội đương nhiệm.
Chủ tịch Quốc hội giữ quyền tổng thống trong trường hợp tổng thống qua đời, từ chức hoặc không làm việc được trong thời gian dài. Năm 1999, Vlatko Pavletić giữ quyền tổng thống sau khi Franjo Tuđman qua đời. Sau cuộc bầu cử Quốc hội năm 2000, Zlatko Tomčić giữ quyền tổng thống cho đến khi Stjepan Mesić trở thành tổng thống.

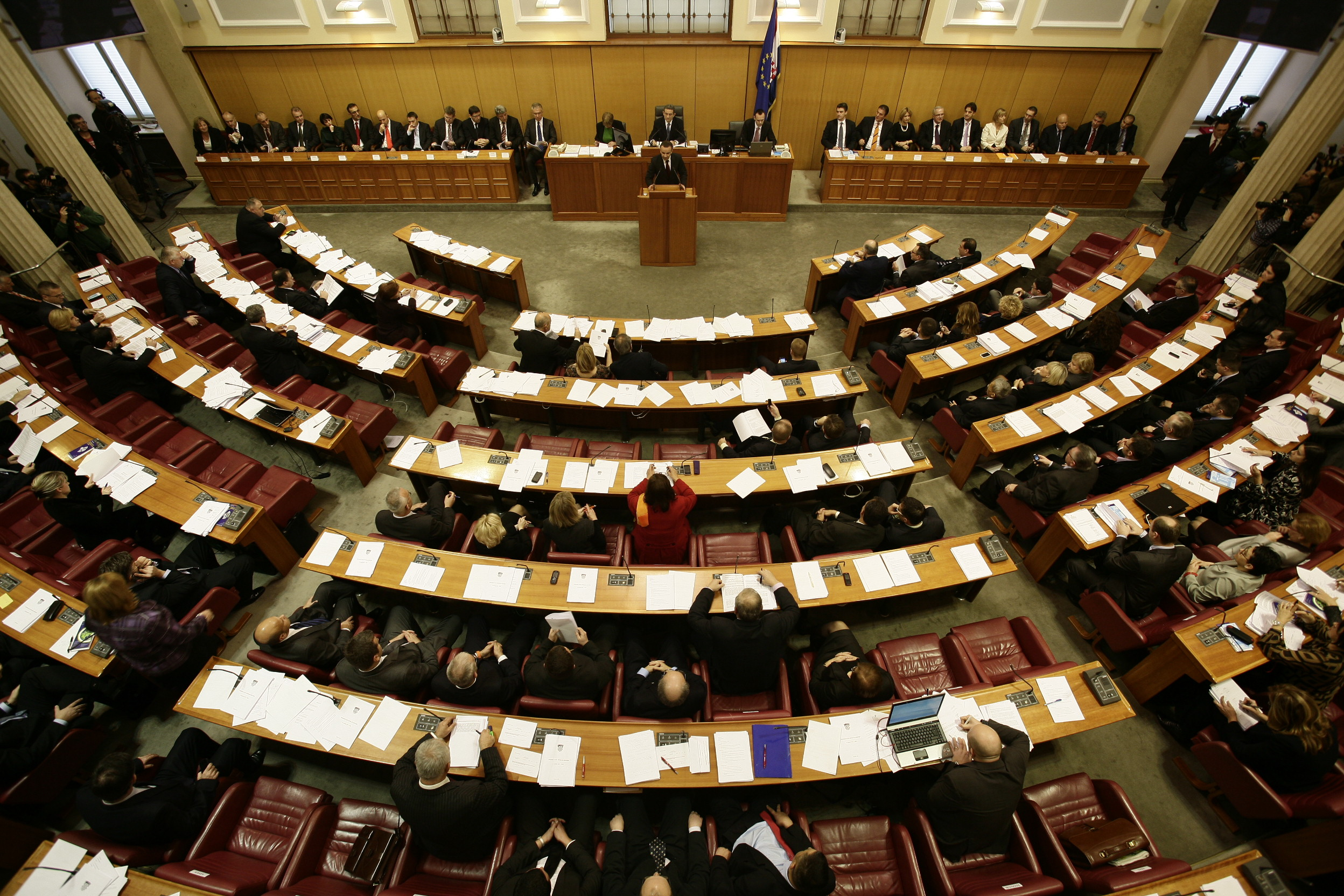
Sabornica, hội trường chính của Quốc hội Croatia

| Tên                                      | Từ                   | Đến                  | Đảng | Đảng                        |
| ---------------------------------------- | -------------------- | -------------------- | ---- | --------------------------- |
| Žarko Domljan                            | 30 tháng 5 năm 1990  | 7 tháng 9 năm 1992   |      | Liên minh Dân chủ Croatia   |
| Stjepan Mesić                            | 7 tháng 9 năm 1992   | 24 tháng 5 năm 1994  |      | Liên minh Dân chủ Croatia   |
| Nedjeljko Mihanović                      | 24 tháng 5 năm 1994  | 28 tháng 11 năm 1995 |      | Liên minh Dân chủ Croatia   |
| Vlatko Pavletić                          | 28 tháng 11 năm 1995 | 2 tháng 2 năm 2000   |      | Liên minh Dân chủ Croatia   |
| Zlatko Tomčić                            | 2 tháng 2 năm 2000   | 22 tháng 12 năm 2003 |      | Đảng Nông dân Croatia       |
| Vladimir Šeks                            | 22 tháng 12 năm 2003 | 11 tháng 1 năm 2008  |      | Liên minh Dân chủ Croatia   |
| Luka Bebić                               | 11 tháng 1 năm 2008  | 22 tháng 12 năm 2011 |      | Liên minh Dân chủ Croatia   |
| Boris Šprem                              | 22 tháng 12 năm 2011 | 30 tháng 9 năm 2012  |      | Đảng Dân chủ Xã hội Croatia |
| Josip Leko                               | 10 tháng 10 năm 2012 | 28 tháng 12 năm 2015 |      | Đảng Dân chủ Xã hội Croatia |
| Željko Reiner                            | 28 tháng 12 năm 2015 | 14 tháng 10 năm 2016 |      | Liên minh Dân chủ Croatia   |
| Božo Petrov                              | 14 tháng 10 năm 2016 | 4 tháng 5 năm 2017   |      | MOST                        |
| Gordan Jandroković                       | 5 tháng năm 2017     | Hiện tại             |      | Liên minh Dân chủ Croatia   |
| Nguồn: Former Speakers of the Parliament |                      |                      |      |                             |

## Tổ chức
Hiến pháp Croatia quy định Quốc hội gồm ít nhất 100 đại biểu và không quá 160 đại biểu được bầu ra trực tiếp theo nguyên tắc bỏ phiếu kín. Nhiệm kỳ của đại biểu Quốc hội là bốn năm. Bầu cử Quốc hội được tổ chức trong 60 ngày sau khi Quốc hội hết nhiệm kỳ hoặc bị giải tán. Quốc hội bị giải tán trong trường hợp bỏ phiếu bất tín nhiệm hoặc khi Quốc hội không quyết định dự toán ngân sách nhà nước trong 120 ngày sau khi chính phủ trình Quốc hội. Quốc hội khóa mới phải họp trong 20 ngày sau cuộc bầu cử.
140 đại biểu Quốc hội được bầu ra từ các khu vực bầu cử đa thành viên, tối đa 3 đại biểu Quốc hội được bầu ra theo chế độ đại diện tỷ lệ, đại diện cho công dân Croatia ở nước ngoài, 8 đại biểu Quốc hội đại diện cho các nhóm, cộng đồng dân tộc thiểu số.

### Lịch sử bầu cử Quốc hội

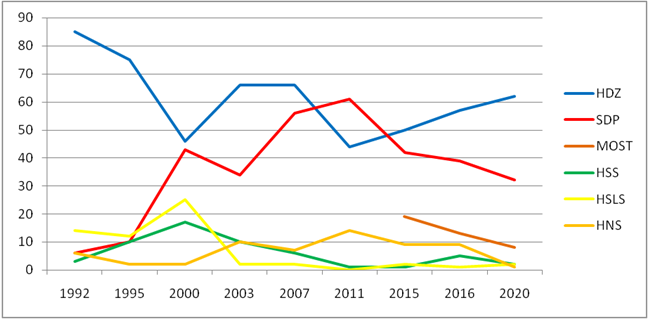
Kết quả bầu cử Quốc hội Croatia, 1992–2020; những đảng trúng cử ít nhất 10 đại biểu Quốc hội individually

Từ năm 1990, đã có bảy cuộc bầu cử Quốc hội Croatia. Bầu cử Quốc hội năm 1990 là cuộc bầu cử đa đảng đầu tiên sau thời kỳ cộng sản 45 năm. Vào thời điểm đó, Quốc hội có ba viện: Hội đồng chính trị xã hội gồm 80 thành viên; Hội đồng đại biểu địa phương gồm 116 thành viên; và Hội đồng lao động liên hiệp gồm 160 thành viên. Tỷ lệ cử tri đi bỏ phiếu trong vòng đầu tiên của cuộc bầu cử là 85,5%, trong vòng thứ hai là 74,8%. Liên minh Dân chủ Croatia trúng cử 205 thành viên và Đảng Dân chủ Xã hội Croatia trúng cử 107 thành viên. Từ năm 1990 đến năm 2007, đã có năm cuộc bầu cử Viện Dân biểu, hiện tại là viện duy nhất của Quốc hội. Số lượng thành viên Viện Dân biểu đã tăng từ 127 thành viên vào năm 1995 lên 153 thành viên vào năm 2007. Từ khi số lượng thành viên Quốc hội bị giới hạn dưới 160 thành viên thì chỉ có 5 đảng trúng cử hơn 10 thành viên trong một cuộc bầu cử bất kỳ: Liên minh Dân chủ Croatia, Đảng Nông dân Croatia, Đảng Nhân dân Croatia, Đảng Tự do Xã hội Croatia và Đảng Dân chủ Xã hội Croatia.
| Bầu cử Quốc hội Croatia từ năm 1990 (Tam viện (1990), Viện Dân biểu (Hạ viện 1990–2001), Quốc hội một viện (2001–hiện tại)) | Bầu cử Quốc hội Croatia từ năm 1990 (Tam viện (1990), Viện Dân biểu (Hạ viện 1990–2001), Quốc hội một viện (2001–hiện tại)) | Bầu cử Quốc hội Croatia từ năm 1990 (Tam viện (1990), Viện Dân biểu (Hạ viện 1990–2001), Quốc hội một viện (2001–hiện tại)) | Bầu cử Quốc hội Croatia từ năm 1990 (Tam viện (1990), Viện Dân biểu (Hạ viện 1990–2001), Quốc hội một viện (2001–hiện tại)) |
| Bầu cử | Tỷ lệ cử tri đi bỏ phiếu | Kết quả | Nội các |
| --- | --- | --- | --- |
| 1990 | * | Quốc hội khóa I | Nội các Stjepan Mesić, Nội các Josip Manolić, Nội các Franjo Gregurić                                                       |
| 1992 | 75,6% | Quốc hội khóa II | Nội các Hrvoje Šarinić, Nội các Nikica Valentić                                                                             |
| 1995 | 68,8% | Quốc hội khóa III | Nội các Zlatko Mateša |
| 2000 | 70,5% | Quốc hội khóa IV | Nội các Ivica Račan I, Nội các Ivica Račan II                                                                               |
| 2003 | 61,7% | Quốc hội khóa V | Nội các Ivo Sanader I |
| 2007 | 59,5% | Quốc hội khóa VI | Nội các Ivo Sanader II, Nội các Jadranka Kosor                                                                              |
| 2011 | 54,3% | Quốc hội khóa VII | Nội các Zoran Milanović |
| 2015 | 60,8% | Quốc hội khóa VIII | Nội các Tihomir Orešković                                                                                                   |
| 2016 | 52,6% | Quốc hội khóa IX | Nội các Andrej Plenković I                                                                                                  |
| 2020 | 46,4% | Quốc hội khóa X | Nội các Andrej Plenković II                                                                                                 |
| Nguồn: Ủy ban bầu cử nhà nước                                                                                               | | | |

## Viện các Hạt
Từ năm 1990 đến năm 2001, Quốc hội Croatia gồm hai viện: Viện Dân biểu và Viện các Hạt. Viện các Hạt là cơ quan đại diện của các hạt của Croatia, là một đơn vị hành chính mới được quy định từ năm 1990. Viện các Hạt (Županijski dom) gồm tối đa 68 đại biểu, mỗi hạt bầu ra ba đại biểu theo chế độ đại diện tỷ lệ, tổng thống có quyền bổ nhiệm tối đa năm đại biểu. Viện các Hạt bị bãi bỏ vào năm 2001.
| Chủ tịch Viện các Hạt | Chủ tịch Viện các Hạt | Chủ tịch Viện các Hạt | Chủ tịch Viện các Hạt | Chủ tịch Viện các Hạt     |
| Tên                   | Từ                    | Đến                   | Đảng                  | Đảng                      |
| --------------------- | --------------------- | --------------------- | --------------------- | ------------------------- |
| Josip Manolić         | 22 tháng 3 năm 1993   | 23 tháng 5 năm 1994   |                       | Liên minh Dân chủ Croatia |
| Katica Ivanišević     | 23 tháng 5 năm 1994   | 28 tháng 3 năm 2001   |                       | Liên minh Dân chủ Croatia |

| Liên minh Dân chủ Croatia             | 39 | 42 |
| Đảng Quyền lợi Croatia                | –  | 2  |
| Đảng Nông dân Croatia                 | 5  | 9  |
| Đảng Nhân dân Croatia                 | 1  | –  |
| Đảng Tự do Xã hội Croatia             | 16 | 7  |
| Đảng Dân chủ Istria                   | 3  | 2  |
| Đảng Dân chủ Xã hội Croatia           | 1  | 4  |
| Không đảng phái                       | 3  | 2  |
| Nguồn: Ủy ban bầu cử nhà nước Croatia |    |    |

## Công bố hoạt động của Quốc hội
Quốc hội Croatia đăng tất cả các quyết định trên Narodne novine, là công báo của Croatia. Quốc hội họp công khai, các hoạt động của Quốc hội được đưa tin trên truyền thông Croatia. Năm 2007, một kênh truyền hình giao thức Internet về Quốc hội được thành lập, truyền hình tất cả các phiên họp toàn thể của Quốc hội. Ngoài ra, vụ đối ngoại của Quốc hội xuất bản một bản tin cho các cơ quan, tổ chức, công dân Croatia.

## Trụ sở

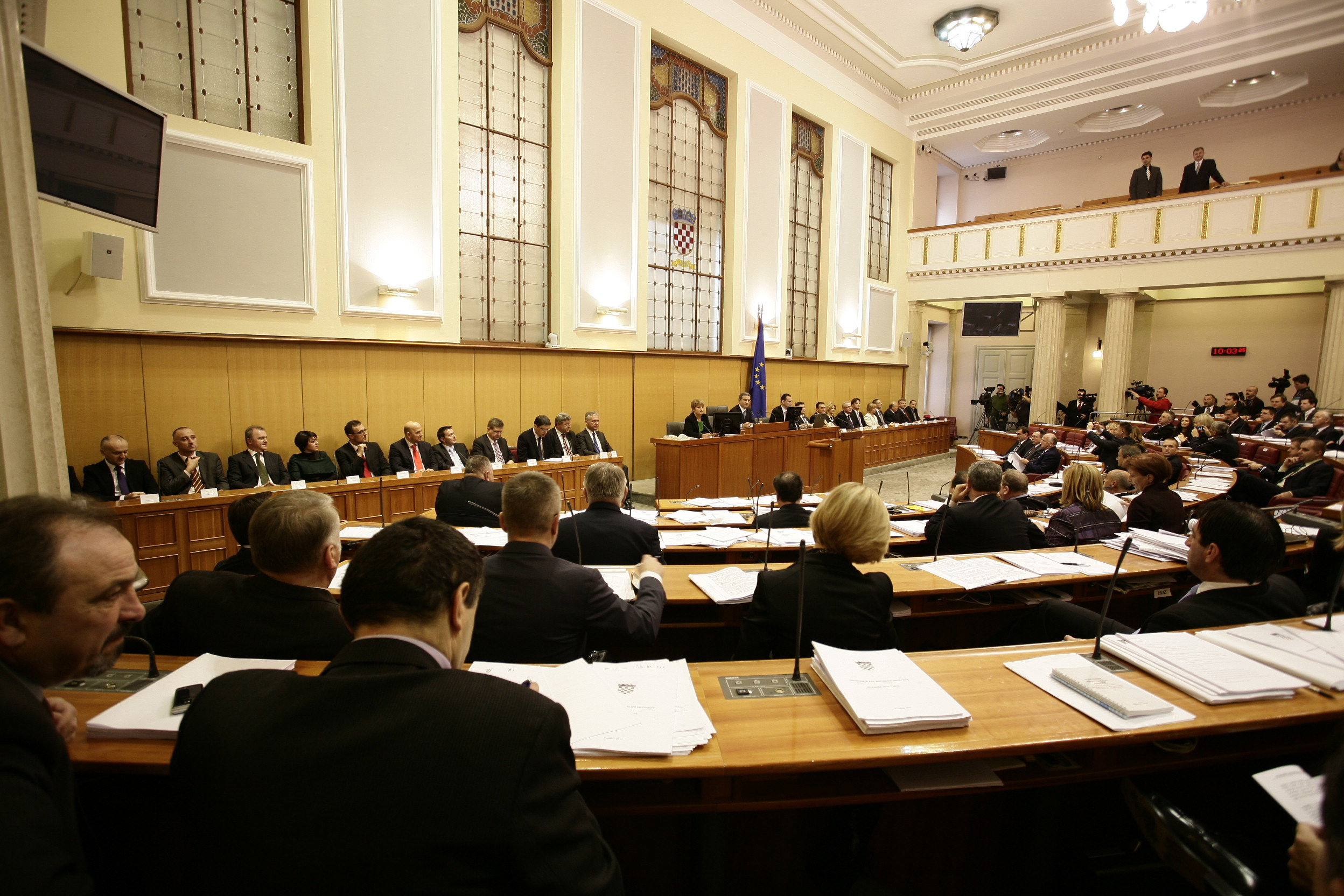
Hội trường chính của Quốc hội Croatia.

Quốc hội Croatia họp tại Zagreb từ thế kỷ 13 nhưng phải đến thế kỷ 18 thì mới có trụ sở riêng. Trước đó, các phiên họp của Quốc hội được tổ chức tại nhà riêng, dinh thự hoàng gia và của nơi ở của giám mục. Trong Chiến tranh Croatia-Ottoman, Quốc hội không thể họp toàn thể cho nên quyết định cho phép phó vương thành lập một hội đồng gồm sáu thành viên, có nhiệm vụ thực hiện những nhiệm vụ của Quốc hội trong thời gian Quốc hội không thể họp. Sáu thành viên hội đồng là phó vương, hai giáo sĩ cấp cao và ba hoặc bốn nhà quý tộc. Hội đồng thông thường họp tai Zagreb hoặc Varaždin, ngoài ra cũng họp tại Čiče, Ludbreg, Kerestinec, Viên, Želin, Bratislava, Klenovnik, Slunj, Glina, Petrinja, Rasinja, Ptuj và Buda.
Năm 1731, chính phủ mua những tòa nhà tại địa điểm hiện tại của Quốc hội và khởi công xây dựng một tòa nhà mới vào năm sau. Quốc hội họp lần đầu tiên tại trụ sở mới vào ngày 6 tháng 5 năm 1737. Tòa nhà ban đầu được thiết kế kiêm trụ sở văn khố, tòa án tối cao và văn phòng của phó vương nhưng chính quyền hạt Zagreb cũng dời vào tòa nhà vào năm 1765. Văn khố, tòa án tối cao và văn phòng của phó vương dời vào một tòa nhà khác ở bên kia Quảng trường Thánh Máccô vào năm 1807. Quốc hội phải dời về một nhà hát ở góc quảng trường, về sau trở thành Tòa thị chính Zagreb. Chính quyền hạt Zagreb khởi công một trụ sở riêng nằm cạnh Quốc hội vào năm 1839 và khánh thành tòa nhà vào năm 1849.
Năm 1907, chính phủ Vương quốc Croatia-Slavonia mua tòa nhà quốc hội cùng với những tòa nhà liền kề và khởi công xây dựng trụ sở mới theo thiết kế của Lav Kalda và Karlo Susan. Chính quyền hạt Zagreb dời trụ sở đến địa điểm khác, nhường lại khu vực cho Quốc hội. Trụ sở Quốc hội hiện tại được khánh thành vào năm 1911.
Sau trận động đất Zagreb 2020, Cung điện Quốc hội phải được sửa chữa cho nên Quốc hội đã quyết định tạm dời đến Doanh trại Petar Zrinski tại quận Črnomerec, là trụ sở của Học viện Quân sự Croatia "Dr. Franjo Tuđman".